# Płytka nerwowo-mięśniowa

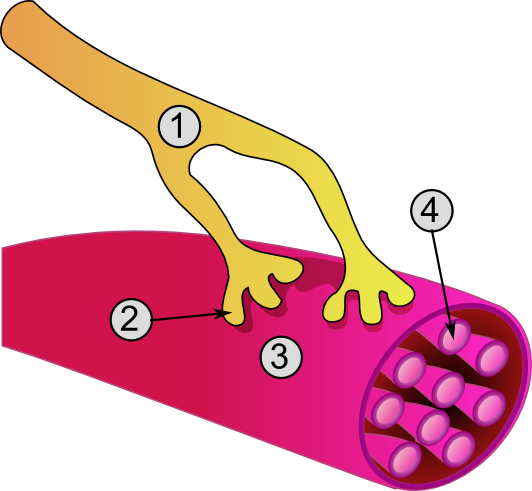
Połączenie nerwowo-mięśniowe: 1-akson 2-połączenie synaptyczne 3-mięsień szkieletowy 4-miofibryla

Płytka nerwowo-mięśniowa, inaczej płytka motoryczna, płytka ruchowa – miejsce połączenia synaptycznego pomiędzy aksonem neuronu ruchowego a komórką mięśniową (tkanka mięśniowa, mięśnie). Przekaźnikiem synaptycznym jest tu Acetylocholina wydzielana z kolbki synaptycznej aksonu, a receptorem jest receptor nikotynowy (N), należący do receptorów jonotropowych.